# WASP-13b
WASP-13b（固有名:Cruinlagh）は、2009年にスーパーWASPによって発見が公表された太陽系外惑星である。この惑星は質量は木星の0.48倍程度であるが、直径は木星の1.39倍もある。主星から約0.054auと近い軌道を公転しているため、大気は膨張している。
2019年、世界中の全ての国または地域に1つの系外惑星系を命名する機会を提供する「IAU100 Name ExoWorldsプロジェクト」において、WASP-13星系はイギリスに割り当てられる系外惑星系とされ、2019年12月17日、WASP-13 bはイギリスのマン島で使われるマン島語で「（惑星のように）周回すること」を意味する言葉にちなんでCruinlaghと命名された。